# الأثر الإنساني للحرب الروسية الجورجية
الحرب الروسية الجورجية كانت ذات أثر إنساني هائل على حياة المدنيين. في أعقاب الحرب طُرد الجورجيون من أوسيتيا الجنوبية وجرى تدمير معظم القرى الجورجية.

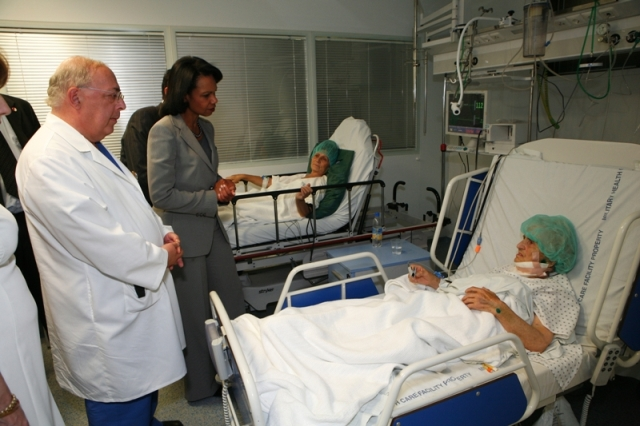
وزيرة الخارجية الأمريكية السابقة كوندليزا رايس تلتقي إحدى المصابات بمستشفى تبليسي

## أوسيتيا الجنوبية

### تسخينفالي
ذكرت وسائل الإعلام الروسية في 9 أغسطس أن العديد من الصحفيين قد اختبأوا عندما ناشدوا المجتمع الدولي من أجل حق المرور.
ووفقًا لتصريحات روسية لاحقة فإن نحو 20 في المئة من مباني تسخينفالي البالغ عددها 7000 مبنى قد تضرر، و10 في المئة «لا يمكن إصلاحها».
دخلت هيومن رايتس ووتش منطقة تسخينفالي المهجورة تقريبًا في 13 أغسطس عام 2008 وذكرت أن المباني السكنية والمنازل قد تضررت من جراء القصف. كما أفادوا بأن المباني تضررت بفعل المدفعية «العشوائية بطبيعتها» والتي لا ينبغي استخدامها في المناطق المأهولة بالسكان. مثلًا، يُرجح إطلاق صواريخ من راجمة صواريخ من طراز بي إم – 21 غراد.

### اللاجئون
في 10 أغسطس عام 2008 حصلت هيومن رايتس ووتش على أعداد النازحين الذين أحصتهم وكالة الحكومة الروسية في فلاديكافكاز، والتي وفقًا لها أحصت دائرة الهجرة الفيدرالية 24032 شخصًا فروا من أوسيتيا الجنوبية إلى روسيا. وفي 16 أغسطس عام 2008 قدرت وكالة إيتار تاس عدد اللاجئين بأكثر من 10000 لاجئ.

### الإصابات
في 8 أغسطس عام 2008 حثت اللجنة الدولية للصليب الأحمر (اللجنة الدولية) المقاتلين على تشكيل ممر إنساني في أوسيتيا الجنوبية لإجلاء المدنيين الجرحى. 
في 13 أغسطس قالت هيومن رايتس ووتش إن المحاولات المتعمدة من قبل الحكومة الروسية للمبالغة في عدد الضحايا في النزاع أدت إلى هجمات انتقامية ضد القرويين الجورجيين في أوسيتيا الجنوبية. 
ووفقًا لطبيب في مستشفى تسخينفالي عالج المستشفى 273 عسكريًا ومدنيًا جريحًا في الفترة من 6 حتى 12 أغسطس. وتبعًا لتقرير لاحق للمدون الروسي فقد سأل الطبيب: «هل يمكن أن يكون هناك 2000 قتيل؟» أجابه الطبيب: «إذا كنت تحصي الحي بأكمله، فعندئذ نعم». 
في 20 أغسطس بعد تحقيق في أوسيتيا الجنوبية وبين اللاجئين، حددت روسيا عدد القتلى من المدنيين الذين جرى التعرف عليهم عند 133 قتيل؛ ومع ذلك قال مسؤولون في أوسيتيا الجنوبية إن 1492 شخصًا لقوا حتفهم.
في 21 أغسطس عام 2008 خفضت روسيا تقديراتها لعدد القتلى من المدنيين في أوسيتيا الجنوبية، معترفة بأن عدد القتلى قد يكون نحو عُشر ادعاءاتها الأولى.

### الرهائن
بحلول 20 أغسطس جرى تقليص تقديرات أوسيتيا الجنوبية إلى نحو 170 «مواطنًا مسالمًا» يُزعم أن جورجيا تحتجزهم.

## الجورجيون

### القصف
في 9 أغسطس عام 2008 قصفت الطائرات الروسية مدينة غوري. وأصابت القنابل مباني سكنية. قال وزير الخارجية الروسي سيرغي لافروف إن جورجيا جلبت الغارات الجوية على نفسها بقصفها للمدنيين وقوات حفظ السلام الروسية. وفي 12 أغسطس عام 2008 أسفر هجوم على الميدان الرئيسي في غوري عن مقتل عشرات المدنيين، بمن فيهم صحفي هولندي.
في 16 أغسطس عام 2008 قالت هيومن رايتس ووتش إنها جمعت أدلة على استخدام الطائرات الحربية الروسية للقنابل العنقودية آر بي كي -250، تحتوي كل منها على 30 ذخيرة صغيرة من طراز بّي تي إيه بي 2.5 إم. وحثت جماعة حقوقية روسيا على التوقف عن استخدام الأسلحة التي وافقت أكثر من 100 دولة على حظرها. عندما سُئل الجنرال الروسي أناتولي نوغوفيتسين عن التقرير، زعم: «نحن لا نستخدم القنابل العنقودية أبدًا. لا داعي للقيام بذلك». وفي 22 أغسطس عام 2008 أفادت هيومن رايتس ووتش أن الذخائر العنقودية غير المنفجرة تُركت في غوري وفي مواقع أخرى.

### نزوح المدنيين
قبل بدء الحرب كان أحد التقديرات لعدد السكان الجورجيين الذين يعيشون في أوسيتيا الجنوبية 18000 شخص، أي ما يصل إلى ربع السكان. وفي 10 أغسطس عام 2008 اتهمت جورجيا بأن التطهير العرقي للجورجيين كان يحدث خلف الخطوط الروسية. وفي 15 أغسطس قالت المفوضية السامية لشؤون اللاجئين إنه وفقًا للمسؤولين الجورجيين فر ما يصل إلى 15000 من الإثنية الجورجية إلى أجزاء أخرى من جورجيا من أوسيتيا الجنوبية. واعتبارًا من 15 أغسطس عام 2008 نزح نحو 73000 شخص في جورجيا نفسها. وفي 17 أغسطس عام 2008 ذكرت صحيفة الإندبندنت أن العديد من اللاجئين من أوسيتيا الجنوبية في تبليسي حُشروا في مراكز مؤقتة دون وسائل الراحة الأساسية ولم يكن معهم أي ممتلكات، باستثناء الملابس التي كانوا يرتدونها عندما فروا. وبحلول 19 أغسطس ارتفع عدد النازحين في المفوضية السامية للأمم المتحدة لشؤون اللاجئين إلى 158600 شخص. وفي 20 أغسطس ذكرت صحيفة الغارديان أن «حجم التطهير العرقي في المنطقة تسعة أميال شمال غوري كان واضحًا بشكل لافت للنظر». قال كوكويتي إن معظم القرى الجورجية «سويت بالأرض تقريبًا».
يُزعم أن الجنود الروس قالوا للجورجيين في غوري: «لقد أعطى بوتين لنا أمرًا بإطلاق النار على الجميع أو إجبارهم على المغادرة». وثقت هيومن رايتس ووتش عدة حالات فتحت فيها قوات الاحتلال الروسية النار على مركبات مدنية في منطقة غوري، ما أسفر عن مقتل أو إصابة مدنيين. 
زار وزير الخارجية الفنلندي ورئيس منظمة الأمن والتعاون في أوروبا ألكسندر ستوب المنطقة المتضررة من الحرب في جورجيا واتهم القوات الروسية «بمحاولة إفراغ أوسيتيا الجنوبية من الجورجيين». وفي 27 أغسطس اتهم وزير الخارجية الفرنسي برنار كوشنير القوات الروسية «بالتطهير العرقي، وجعل أوسيتيا الجنوبية متجانسة». 
في 28 أغسطس عام 2008 اضطر نحو 2300 شخص من القرى الواقعة شمال غوري والتي كانت لا تزال تحت السيطرة العسكرية الروسية إلى التسجيل كنازحين داخليًا في غوري. وأُجبر المدنيون المستعدون للعيش في أوسيتيا الجنوبية على قبول جواز سفر روسي.
تسببت الحرب في نزوح 192000 شخص، وبينما تمكن الكثيرون من العودة إلى ديارهم بعد الحرب، إلا أنه بعد مرور عام ظل هناك نحو 30.000 من أصل جورجي نازحين. واعتبارًا منذ مايو عام 2014 بقي 20272 شخصًا نازحين ترفض السلطات الانفصالية عودتهم.

### النهب
في 12 أغسطس شهد باحثو هيومن رايتس ووتش في أوسيتيا الجنوبية تدمير أربع قرى على الأقل من الإثنية الجورجية. وفي 13 أغسطس اعترف ضابط في أوسيتيا الجنوبية جرت مقابلته بأن قوات أوسيتيا الجنوبية أحرقت هذه المنازل «للتأكد من أنهم [الجورجيون] لا يمكنهم العودة». كما علمت هيومن رايتس ووتش من ضابط في أوسيتيا بإعدام مقاتل جورجي بإجراءات موجزة، وأن اللصوص الذين كانوا «في كل مكان» في القرى الجورجية في أوسيتيا الجنوبية «ينتقلون الآن إلى غوري». وبحلول 14 أغسطس بعد وقف إطلاق النار الرسمي، أفادت العديد من وسائل الإعلام الدولية عن الحكومة الجورجية وقصص اللاجئين بأن جنود أوسيتيا وأيضًا الجنود غير النظاميين الموالين لروسيا (بما في ذلك تقارير من القوزاق والقوات شبه العسكرية الشيشانية) ينهبون ويحرقون القرى الجورجية في أوسيتيا الجنوبية وما حولها قرب غوري. 
وفقًا لوكالة إنترفاكس الروسية، جرى إعدام اثنين من اللصوص رميًا بالرصاص في أوسيتيا الجنوبية. ومع ذلك في 14 أغسطس شهد مراسل الديلي تلغراف قيام جنود أوسيتيا الجنوبية غير النظاميين بالنهب والسلب حول غوري، غالبًا بتشجيع من القوات الروسية، بما في ذلك ضابط روسي يهتف «خذ ما تريد». حتى أن القوات شبه العسكرية سرقت سيارات من المسؤولين الدوليين بينما كان الجنود الروس يراقبون.